# Gunnar Butenschön
Gunnar Butenschön (* 2. Mai 1960 in Hamburg) ist ein Hamburger Politiker (AfD, früher: Schill, Zentrum).

## Leben
Butenschön ist verheiratet und hat zwei Kinder. Er schloss eine Ausbildung zum Blechschlosser 1979 ab. 1981 erwarb er die Fachhochschulreife. Er übte seinen Beruf in verschiedenen Hamburger Unternehmen aus. Zeitgleich besuchte er in Abendkursen die Hamburger Meisterschule. 1989 legte er die Meisterprüfung als Metallbaumeister ab. Seit 1990 ist er als selbständiger Unternehmer im Bereich Metallbau tätig. Er ist Mitglied im Bund der Selbständigen.

## Politik
Butenschön trat im September 2000 der Partei Rechtsstaatlicher Offensive bei. Von Oktober 2001 bis März 2004 war er Mitglied der Bürgerschaft der Freien und Hansestadt Hamburg. Als Bürgerschaftsabgeordneter war er Mitglied des Jugend- und Sportausschusses sowie des Wirtschaftsausschusses. Bei der Bürgerschaftswahl 2015 kandidierte er auf Platz 20 der AfD-Landesliste und Platz 2 der Wahlkreisliste Alstertal – Walddörfer, verfehlte aber den Einzug in die Bürgerschaft.

## Quelle
Abgeordnetenhandbuch der Hamburgischen Bürgerschaft
| Personendaten    | Personendaten                                                  |
| ---------------- | -------------------------------------------------------------- |
| NAME             | Butenschön, Gunnar                                             |
| KURZBESCHREIBUNG | deutscher Politiker (Partei Rechtsstaatlicher Offensive), MdHB |
| GEBURTSDATUM     | 2. Mai 1960                                                    |
| GEBURTSORT       | Hamburg                                                        |